# 鷺山村
鷺山村（さぎやまむら）はかつて岐阜県稲葉郡に存在した村である。
現在の岐阜市の北部であり、伊自良川、鳥羽川、天神川、正木川に挟まれた地域である。
長らく農村地帯であったが、商業施設のマーサ21の開店をきっかけに開発が進み、分譲住宅地が数多く建設されている。

## 歴史
- 鎌倉時代の文治年間（1185年 - 1190年）、佐竹秀義が鷺山城を築城する。鷺山城は後に美濃国守護大名である土岐氏の城となる。
- 戦国時代の1548年（天文17年）、斎藤道三が鷺山城に隠居する。鷺山城は1556年（弘治2年）長良川の戦い後、廃城となる。
- 江戸時代末期、この地域は美濃国方県郡に属し、天領、尾張藩領の混在地域であった。
- 1889年（明治22年）7月1日 - 町村制により鷺山村が発足。
- 1897年（明治30年）4月1日[2] - 方県郡の一部、厚見郡、各務郡が合併し、稲葉郡となる。この地域は稲葉郡となる。
- 1897年（明治30年）4月1日 - 鷺山村、正木村、下土居村が合併し、鷺山村となる。
- 1935年（昭和10年）6月15日 - 岐阜市に編入される。

## 旧跡・観光など
- 鷺山
- 鷺山城

## 学校
- 鷺山尋常高等小学校（現・岐阜市立鷺山小学校）

## その他
- 岐阜市営バスの最初の路線は、1950年（昭和25年）、鷺山と岐阜駅を結ぶ路線であった。これは旧・鷺山村の住民の強い要望がきっかけであったという。
- 戦後1947年からは鷺山地区の宅地開発が進んだが、入居を優先し住所の整備を後回しにしたため、「岐阜市鷺山1769番地2」が249世帯、「鷺山1768番地5」が59世帯と同じ番地を持つ世帯が約300世帯存在していた。宅配や消防にも影響が出ることから、市は2019年2月4日に住居表示を実施し当該地区は「鷺山南○番○号」となった [3][4]。岐阜市の見解ではあくまで新町名ではなく「鷺山」町内の「南○番」という扱いだが、郵便局は新たに「鷺山南」として郵便番号を付与している。